# تولوهومیادی
تولوهومیادی (به لاتین: Tolohomiady) یک منطقهٔ مسکونی در ماداگاسکار است که در ایهورومبه واقع شده‌است. تولوهومیادی ۳٬۷۶۸ نفر جمعیت دارد و ۷۶۶ متر بالاتر از سطح دریا واقع شده‌است.